# Анджей Сломський
Анджей Марек Сломський (пол. Andrzej Marek Słomski; нар.. 17 червня 1958, Ключборк, Польща) — польський політик, дипломат, графік.

## Біографія
Здобув вищу освіту на факультеті політології Вроцлавського університету, отримавши ступінь магістра інженерії. Працював у Спілці соціалістичної польської молоді. Під час існування соціалістичної ПНР був членом Польської об'єднаної робітничої партії. У 1990—1993 рр. член ради міста Кельці. У вересні 1993 року був вперше обраний до Сейму Республіки Польща (2-го скликання), вигравши вибори в окрузі № 18 Кельців від партії Союз демократичних лівих сил. Продовжував представляти цей округ аж до 2001 року (в сеймі Польщі 3-го скликання). У 2001 р не брав участі у виборах.
З 2003 року консул Республіки Польща: в Києві, Вінниці, Львові, Москві.

## Творчість
Анджей Сломський також відомий своєю творчістю художника-графіка. 2010 року демонстрував свої картини на персональній виставці графіки у Вінниці.

## Родина
Має дочку Агнешку.